# PSV (femení)
El PSV Vrouwen és un equip de futbol femení holandès que representa al PSV Eindhoven a l'Eredivisie Femenina, la primera divisió femenina dels Països Baixos.
Membre fundador de la Lliga BeNe el 2012, l'equip era conegut com a PSV/FC Eindhoven, representant al FC Eindhoven i el PSV. Després de la dissolució de la Lliga BeNe al final de la temporada 2014-15, l'equip es va unir a l'Eredivisie com a secció femenina del PSV.